# Jan Oulík
Jan Oulík (* 9. listopadu 1962, Praha) je český genealog a heraldický kreslíř a k říjnu 2017 také tiskový mluvčí Charity ČR.
Vystudoval obor archivnictví a pomocné vědy historické na Filozofické fakultě Univerzity Karlovy v Praze. Ve druhé polovině 90. let 20. století byl redaktorem Katolického týdeníku.
Vytvořil několik znaků českých obcí i erbů soukromých osob (mj. českých a moravských římskokatolických biskupů). Žije v Odoleně Vodě.